# Chrysodema apoensis
Chrysodema apoensis es una especie de escarabajo del género Chrysodema, familia Buprestidae. Fue descrita científicamente por Kurosawa en 1979.